# Monster Truck (hudební skupina)
Monster Truck je kanadská rocková skupina z Hamiltonu v Ontariu založená v roce 2009.

## Historie
V roce 2009 založili skupinu baskytarista a zpěvák Jon Harvey, kytarista Jeremy Widerman, klávesista Brandon Bliss a bubeník Steve Kiely.
V roce 2010 skupina vydala své první EP se stejnojmenným názvem skupiny. Skupina zaznamenala úspěch až v roce 2011 vydáním svého druhého EP s názvem The Brown. Singl 'Seven Seas Blues' se na jaře 2012 umístil na 7. místě kanadského rockového žebříčku, stejně tak se umístil v první desítce i alternativněrockového žebříčku.
Kapela vyhrála v roce 2013 kanadskou cenu Juno Award za průlomovou skupinu roku. Dne 28. května 2013 skupina vydala debutové album Furiosity přes vydavatelství Dine Alone Records, a poté 14. června 2013 zahrála na anglickém festivalu Download. Na podzim 2013 nakonec odjela na první evropské turné a v roce 2014 jela na severoamerické turné jako předkapela Alice in Chains.
Dne 19. října 2015 kapela vydala první singl 'Don't Tell Me How to Live' z připravovaného alba. Singl se v americkém žebříčku Mainstream Rock umístil na 27. místě, a v kanadském žebříčku Canadian Rock Music Charts na 8. místě. V únoru 2016 skupina vydala druhé album nazvané Sittin' Heavy přes vydavatelství Mascot Records.
Začátkem června 2018 skupina prozradila vydání třetího studiového alba, které se bude jmenovat True Rockers, a 18. června 2018 vydali stejnojmenný singl, na kterém vystupuje zpěvák Dee Snider ze známé kapely Twisted Sister.
V březnu 2022 skupina oznámila, že bubeník Steve Kiely po 13 letech odešel z kapely kvůli rodinným důvodům a bude věnovat se jiným projektům. Dne 30. září 2022 skupina vydala čtvrté album nazvané Warriors.
Několikrát byli na turné s Deep Purple jako předkapela.

## Členové

#### Současní
- Jon Harvey – zpěv, baskytara (2009–dosud)
- Jeremy Widerman – kytary (2009–dosud)
- Brandon Bliss – klávesy (2009–dosud)
- Theo McKibbon – bicí (host: 2022–dosud)

#### Dřívější
- Steve Kiely – bicí (2009–2022)

## Diskografie
- Furiosity (2013)
- Sittin' Heavy (2016)
- True Rockers (2018)
- Warriors (2022)